# Manuel Villacorta
Manuel Ricardo Villacorta Orantes (Ciudad de Guatemala, 29 de marzo de 1959) es un político,empresario, diplomático, profesor y escritor guatemalteco. Se desempeñó como embajador de Guatemala en Israel de 1999 a 2000, también fue candidato a la presidencia en 2019, donde obtuvo el 5.22% de los votos.
Villacorta se presentó nuevamente como candidato presidencial en las elecciones generales de 2023 por el partido Voluntad, Oportunidad y Solidaridad (VOS).

## Primeros años y educación
Villacorta nació el 29 de marzo de 1959 en la Ciudad de Guatemala en el seno de una familia de clase acomodada. Su padre Manuel José Villacorta Escobar fue un economista, quién sirvió como profesor en la Facultad de Economía de la Universidad de San Carlos, así mismo fue nombrado director del Banco Agrario Nacional, y Ministro de Economía. Villacorta tiene ascendencia judía. Comenzó a trabajar como coordinador de suplementos y columnista en el periódico «El Gráfico» en 1980.
Egresó como licenciado en ciencias políticas por la Universidad de San Carlos de Guatemala, aunque inicialmente había comenzado a estudiar ciencias jurídicas y sociales (derecho) en la misma universidad, más tarde, estudió Comunicación Social en Reino Unido y posee un doctorado en Sociología y Ciencias Políticas en la Universidad Pontificia de Salamanca, este último con el grado summa cum laude. Aparte del español nativo, Villacorta habla inglés.
Fue consultor de la Asociación de Investigación y Estudios Sociales (Asíes) y asesor del exprocurador de los derechos humanos Jorge Mario García Laguardia. También asesoró a agencias internacionales como la Agencia de los Estados Unidos para el Desarrollo Internacional, la Fundación Friedrich Ebert, la Fundación Friedrich Naumann para la Libertad, el Instituto Interamericano de Derechos Humanos y la Organización de los Estados Americanos.

## Carrera diplomática
Durante el período comprendido entre 1996 y 1999, Villacorta fue objeto de amenazas de muerte e intimidación por parte de grupos paramilitares debido a su activismo en pro de los acuerdos de paz. Como resultado de estas amenazas, en enero de 1999, el entonces presidente Álvaro Arzú, por recomendación del ministro de Relaciones Exteriores, Eduardo Stein, nombró a Villacorta como embajador de Guatemala en Israel. Presentó sus cartas credenciales al presidente israelí Ezer Weizman en mayo de 1999. Sin embargo, tras la victoria electoral de Alfonso Portillo en las elecciones de 1999, Villacorta renunció a su cargo el 30 de enero de 2000.

### Vida posterior
Tras su salida como embajador, vivió en España donde culminó su doctorado en Sociología y Ciencias Políticas en la Universidad Pontificia de Salamanca, luego se trasladó a Estados Unidos. En ese período, Villacorta laboró como profesor en el Distrito Escolar Independiente de Dallas y catedrático en la Universidad del Norte de Texas. También ejerció como supervisor de calidad editorial del periódico Al Día / The Dallas Morning News.

## Carrera política
Villacorta fue proclamado candidato a la presidencia por el partido Winaq, fundado por la Premio Nobel de la Paz Rigoberta Menchú. Liliana Hernández fue nombrada su candidata para vicepresidente.
En junio de 2019, Villacorta se posicionó en las encuestas con 1.2% en la intención de voto, aun así, después de las elecciones generales, ganó el 4.5% de los votos y obtuvo el séptimo lugar.
Días después de la elección, Villacorta se desligó de Winaq y anunció que formaría una nueva plataforma política para participar en las próximas elecciones generales de 2023.
El 22 de diciembre de 2022, Villacorta se integró al partido Voluntad, Oportunidad y Solidaridad como Coordinador Nacional del Plan de Gobierno. El 26 de febrero de 2023, Villacorta fue proclamado como candidato presidencial para las elecciones generales de 2023 junto al empresario Jorge Mario García España como su candidato a la vicepresidencia.
El 21 de junio de 2023, Villacorta presentó a su posible gabinete de gobierno en caso de ganar las elecciones:
- Ministro de Cultura y Deportes: Francisco Javier Sandoval
- Ministra de Salud Pública y Asistencia Social: Angela Catalina Muñiz Ramírez
- Ministra de Desarrollo Social: Juana Lisseth Pérez Arrecis
- Ministro de Ambiente y Recursos Naturales: Sydney Alexander Samuels Milson
- Ministra de Educación: Irene Piedra Santa Díaz
- Ministro de Economía: Eduardo Cuevas Cerezo
- Ministro de Trabajo y Previsión Social: Aldo Dávila

## Posiciones políticas
Villacorta se define a sí mismo como «socialdemócrata», está a favor de la libre empresa y la inversión privada, también ha expresado su respeto hacia las libertades individuales y la propiedad privada, al mismo tiempo que aboga por un estado fuerte que garantice la justicia social. Se ha mostrado dispuesto a implementar la revocatoria de mandato a mitad del período constitucional para el presidente de la república, los diputados y alcaldes, así como realizar consultas ciudadanas.
En política exterior, considera que Guatemala debe manejar una política exterior soberana, cree que el traslado de la embajada de Guatemala de Tel Aviv a Jerusalén fue precipitado, piensa que es necesario establecer relaciones diplomáticas con la República Popular China a futuro, también plantea la importancia de mejorar las relaciones de Guatemala con Norteamérica.